# Sigfrid Gahm
Sigfrid Gahm, född 2 november 1727 i Söraby församling, Kronobergs län, död 23 december 1799 i Linköpings församling, Östergötlands län, var en svensk ämbetsman.

## Biografi
Sigfrid Gahm föddes 1727. Han var son häradsskrivaren Nils Gahm i Sunnerbo härad och Maria Hielman. Gahm blev 1763 häradshövding i Kinda, Ydre, Valkebo och Vifolka häraders domsaga, 1778 häradshövding i Vifolka och Valkebo häraders domsaga och fick 1791 lagmans titel. Han donerade laghandskrifter, juridisk litteratur, en myntsamling och en medaljsamling till Linköpings gymnasiebibliotek. Gahm instiftade ett stipendium i Konstakademien. Han avled 1799.